# Chapelle-lez-Herlaimont
Pour les articles homonymes, voir Chapelle (homonymie).
Chapelle-lez-Herlaimont (prononcé [ʃapɛl le ɛʁlɛmɔ̃]  ; en wallon El Tchapele) est une commune francophone de Belgique située en Région wallonne, dans la province de Hainaut, à l’ouest de la ville de Charleroi et qui fait partie de Charleroi Métropole.
À la suite de la fusion des communes en 1977, Chapelle-lez-Herlaimont a été fusionné avec Piéton et Godarville.

## Géographie

### Situation
Chapelle est un village à moitié urbanisé mais assez développé situé entre deux villes : Charleroi et La Louvière. Il est traversé par le ruisseau Piéton, affluent de la Sambre, qui trace la limite ouest avec la commune de Trazegnies.
Communication - Autoroute (E42-E19), R3 (gd. ring de Charleroi), gares de Piéton et Godarville

### Sections de la commune
| # | Nom                     | Superf. (km²) | Habitants (2020) | Habitants par km² | Code INS |
| - | ----------------------- | ------------- | ---------------- | ----------------- | -------- |
| 1 | Chapelle-lez-Herlaimont | 8,23          | 10.008           | 1.216             | 52010A   |
| 2 | Godarville              | 2,88          | 2.380            | 826               | 52010B   |
| 3 | Piéton                  | 7,08          | 2.417            | 342               | 52010C   |

### Communes limitrophes
| Seneffe Manage    | Courcelles                  | Courcelles        |
| Manage Morlanwelz | Chapelle-lez-Herlaimont     | Courcelles        |
| Morlanwelz        | Anderlues Fontaine-l'Évêque | Fontaine-l'Évêque |

## Démographie

### Démographie: Avant la fusion des communes
- Source: DGS recensements population

### Démographie: Commune fusionnée
En tenant compte des anciennes communes entraînées dans la fusion de communes de 1977, on peut dresser l'évolution suivante :
Les chiffres des années 1831 à 1970 tiennent compte des chiffres des anciennes communes fusionnées.
- Source: DGS , de 1831 à 1981=recensements population; à partir de 1990 = nombre d'habitants chaque 1 janvier[3]

## Histoire

### Antiquité
Le village est à la base pendant l'Antiquité une forêt Charbonnière. Après la conquête de la Gaule une chaussée romaine traverse le territoire de l'actuelle commune.
En l'an 1000 PCN, une supposition voudrait que la commune se soit formée à cette époque. Cependant au XIIe siècle un document de la seigneurie  de Trazegnies atteste l'existence du village

### Prieuré et histoire féodale
En 1136, le Seigneur de Trazegnies fit abandon à l'abbaye de Floreffe de la terre située entre la chaussée romaine et la rivière le Piéton au lieu-dit "Herlaymon". Un prieuré, sous la direction des Prémontrés y fut érigé et l'évêque de Liège (Raoul de Zähringen) assista à l'inauguration de l'église en 1184.
En 1140 l’évêque de Cambrai (Nicolas Ier de Chièvres) donna le prieuré à l'abbaye de Floreffe
En 1222, le seigneur de Trazegnies (Othon de Trazegnies) donna à Chapelle une charte d’affranchissement qui fit de chapelle une commune  à part entière. Cette charte stipule que les corvées seront remplacées par des redevances fixes. De plus, l'abbaye de Floreffe possède le droit seigneurial de nommer le maïeur, les échevins et les forestiers.
En 1770 le prieuré est nommé : "Prieuré et Chapelle d'herlaymon". Quelques petites rues relient le prieuré au village.

Le prieuré.
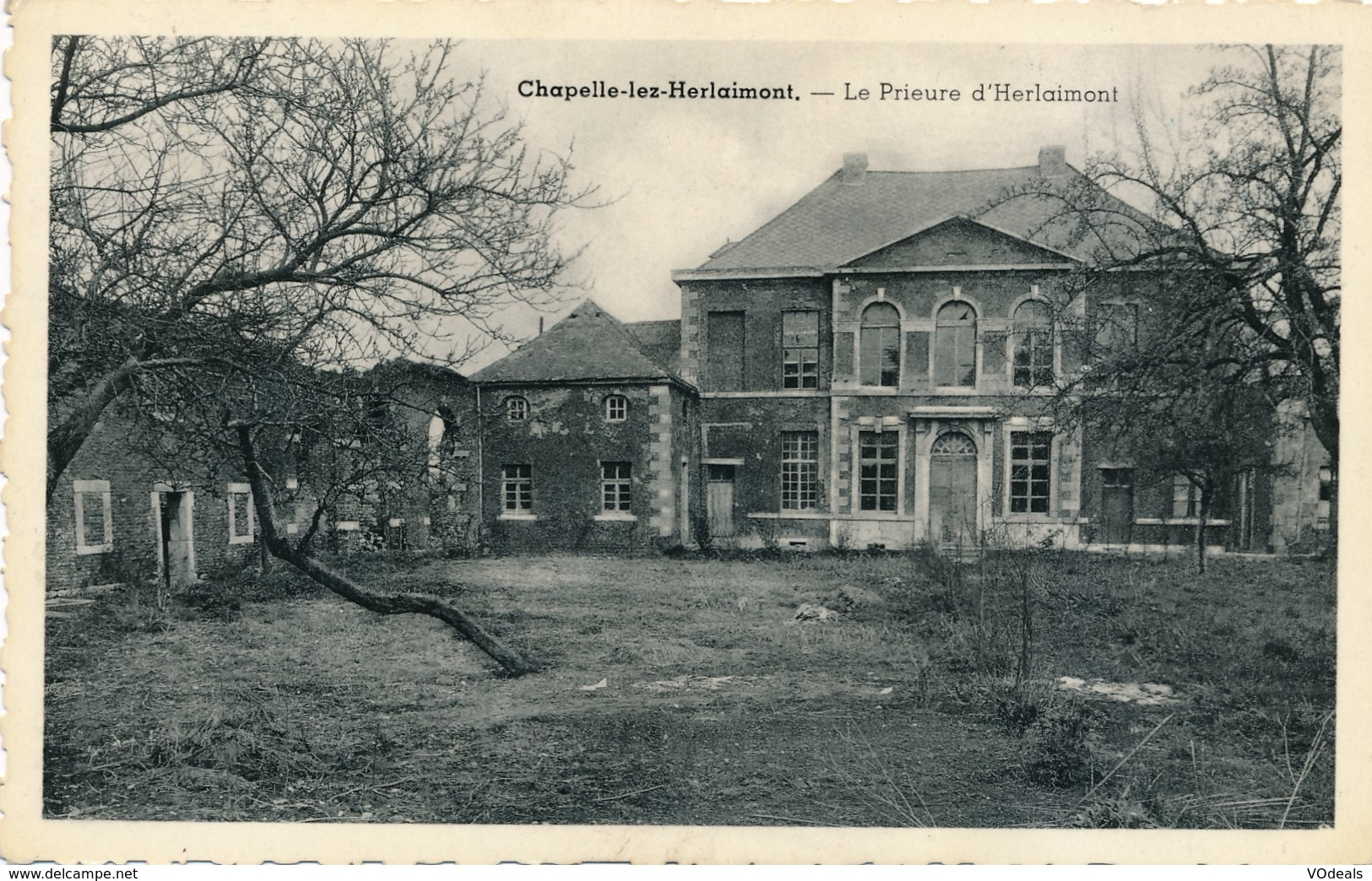
Prieuré de Chapelle.
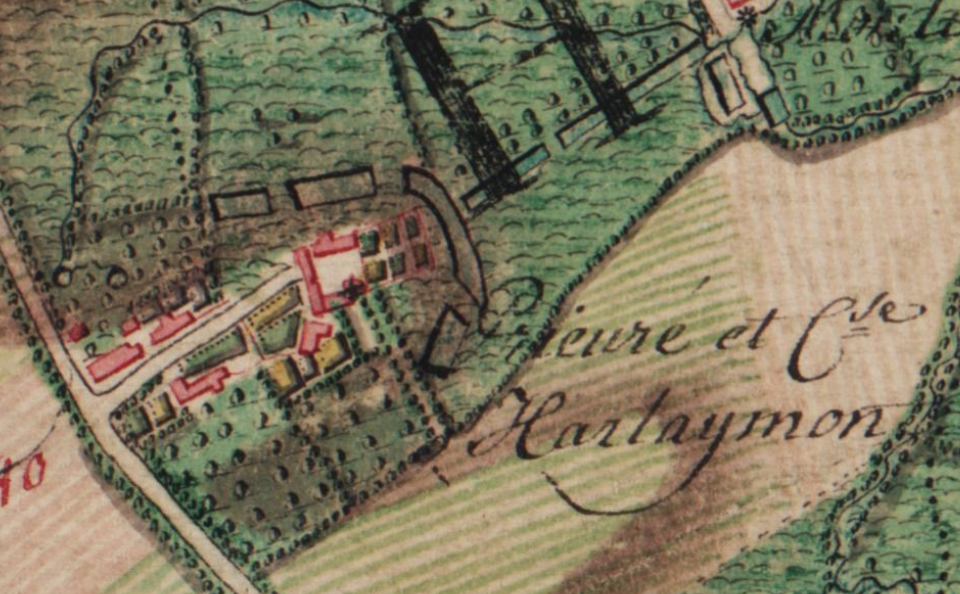
Prieuré d'Herlaymon en 1770.

### Pays Mineur
En 1766, sous le règne de Marie-Thérèse et de Charles de Lorraine, des concessions sont accordées à certains exploitants de houille. Peu après, une société charbonnière se constitue sous la dénomination "Mariemont-Bascoup-Chaud-Buisson" Deux sièges miniers s’installent à Chapelle : Sainte-Catherine et Sainte-Victoire. L'exploitation du charbon fera de chapelle un centre industriel non négligeable. L'exploitation de ce dit charbon cessera en 1961.

Bâtiment issus de la production de charbon.
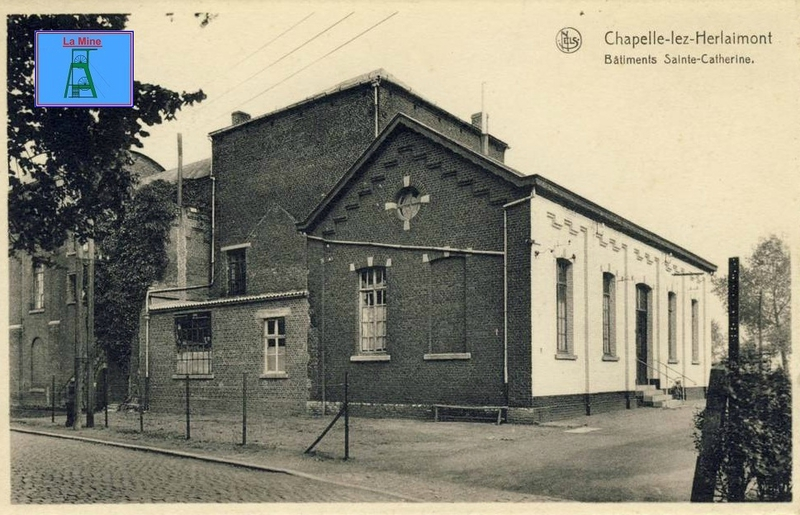
Charbonnage Sainte-Catherine.
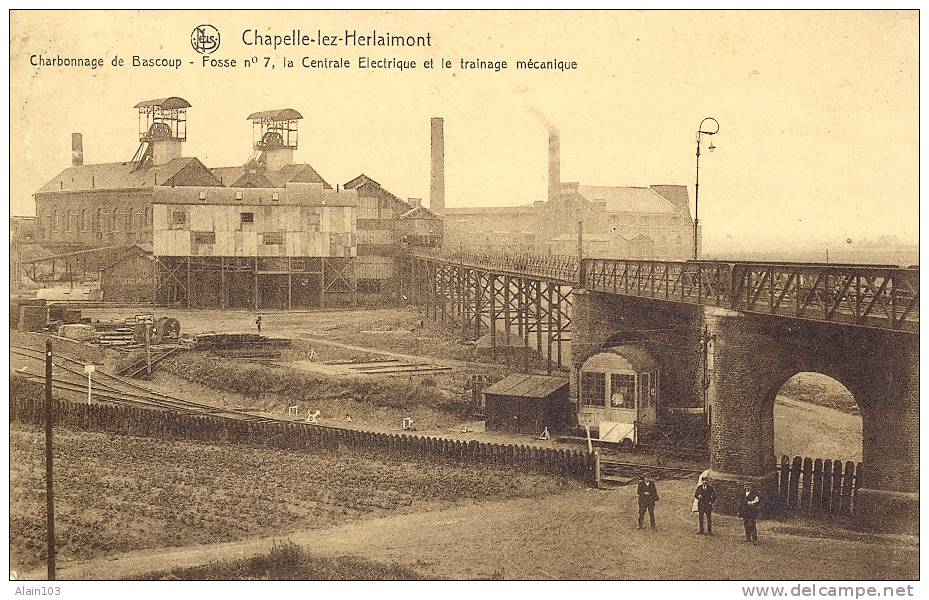
Charbonnage Chapelle, Bascoup Fosse no 7.
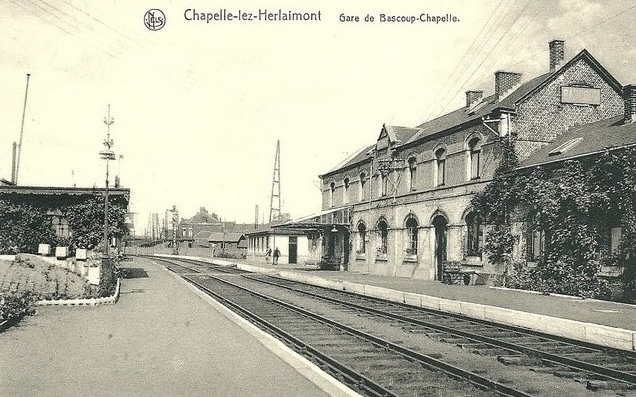
Gare de Bascoup-Chapelle.

### Seconde Guerre mondiale
Durant la Seconde Guerre mondiale, Chapelle connaît un triste épisode de son histoire. En effet, François Lamarche, alors bourgmestre de Chapelle depuis 1921, est démis de ses fonctions par les Allemands, lesquels imposent un bourgmestre rexiste, Alexandre Want, en 1943. Cela malgré une opposition farouche du Collège et du Secrétaire communal.
La résistance fut active dans la commune jusqu'à la Libération.

## Armoiries
|  | Blason de Chapelle-lez-Herlaimont. Ces armoiries lui ont été octroyées le 20 décembre 1904 et à nouveau le 14 mai 1982. Ce sont les armoiries des Marquis de Trazegnies, seigneurs de Chapelle-lez-Herlaimont jusqu'à la fin du XVIIIe siècle. Blasonnement : Bandé d'or et d'azur à l'ombre de lion brochant sur le tout et à la bordure engrêlée de gueules. - Arrêté royal : 20 décembre 1904 |

## Politique et administration

### Résultats des élections
Ci-dessous, le tableau des résultats des élections communales de 2024.
| Parti | Parti         | Voix (2024) | Voix (2018) | % (2024) | % (2018) | +/-    | Sièges  | +/- | Collège |
| ----- | ------------- | ----------- | ----------- | -------- | -------- | ------ | ------- | --- | ------- |
|       | ECOLO         | 360         | 607         | 4,44%    | 7,24%    | 2.81 % | 0 / 23  | 1.0 | Non     |
|       | PS            | 5.411       | 5.557       | 66,71%   | 66,31%   | 0.4 %  | 17 / 23 | 0.0 | Oui     |
|       | CAT           | 2.340       | -           | 28,85%   | -        | 0.0 %  | 6 / 23  | 6.0 | Non     |
|       | AC            | -           | 656         | -        | 7,83%    | 0.0 %  | - / 23  | 1.0 | Non     |
|       | Go ! Chapelle | -           | 1.560       | -        | 18,62%   | 0.0 %  | - / 23  | 4.0 | Non     |
| Total | Total         | 8 111       | 8 380       | 100 %    | 100 %    |        | 23      |     |         |

### Conseil et collège communal 2024-2030
| Collège communal   |                  |    |
| ------------------ | ---------------- | -- |
| Bourgmestre        | Mourad Sahli     | PS |
| 1er Échevin        | Karl De Vos      | PS |
| 2e Échevin         | Domenico Deligio | PS |
| 3e Échevin         | Birol Aydin      | PS |
| 4e Échevine        | Nathalie Gillet  | PS |
| 5e Échevin         | Alain Jacobeus   | PS |
| Présidente du CPAS | Tatiana Jerebkov | PS |

### Liste des bourgmestres
- Alphonse Briart, de 1919-1921, (Parti Libéral).
- François Lamarche, de 1921 à 19??
- Lucien Devos, de 1988 à 1991.
- Annie Carlier, de 1992 à 1994.
- Patrick Moriau, de 1994 à 2012, (Parti Socialiste).
- Karl De Vos, de 2013 à 2024, (Parti Socialiste).
- Mourad Sahli, depuis 2024, (Parti Socialiste).

### Jumelages
- Boğazlıyan (Turquie) ;
- Bulancak (Turquie) ;
- Châtillon-sur-Indre (France) ;
- Calascibetta (Italie) ;
- Santa Elisabetta (Italie) ;
- Zagora (Maroc).

### Logement
Société d'habitations sociales La Ruche, Agence Immobilière Sociale Prologer.

## Patrimoine et culture

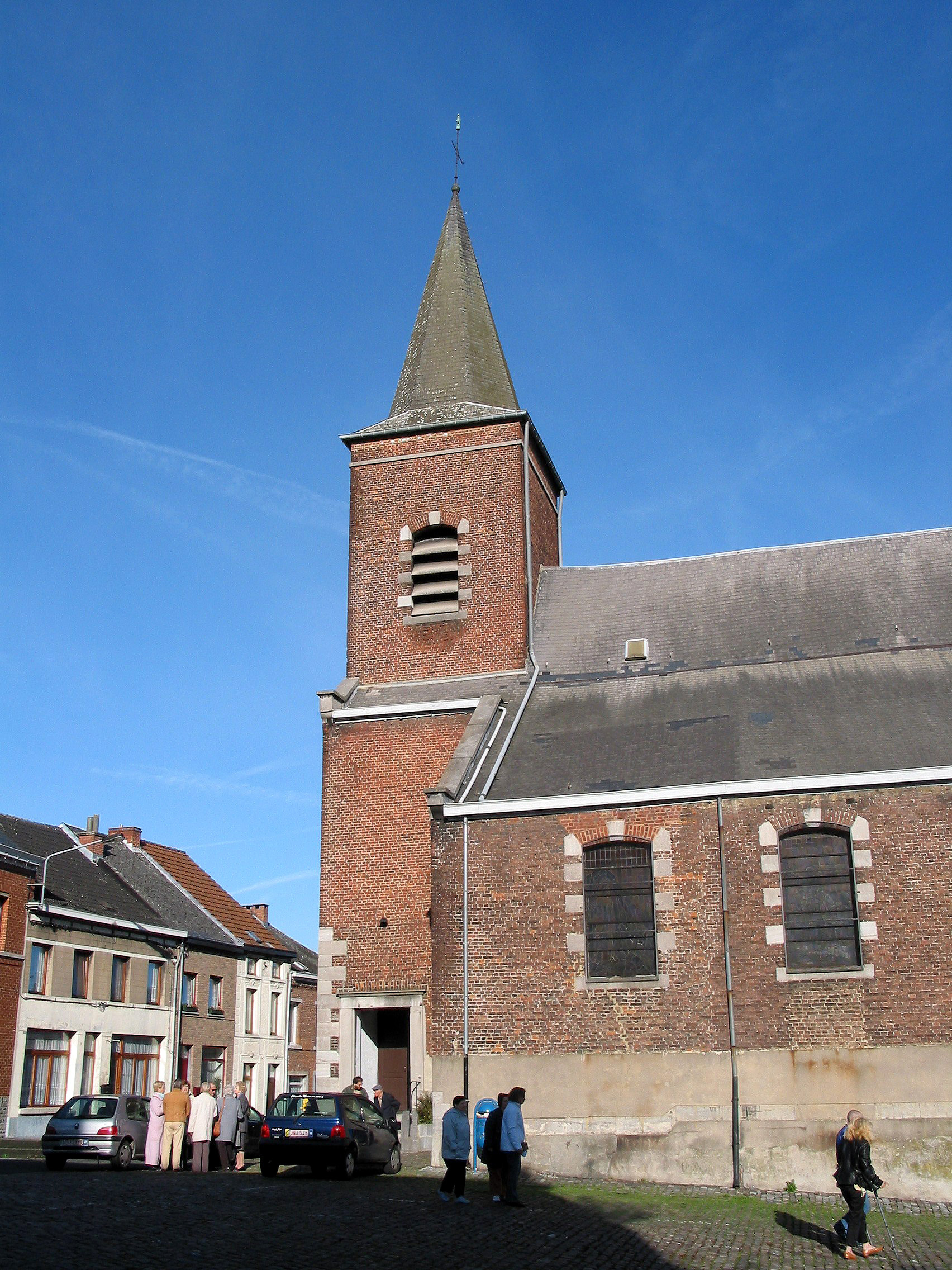
L'église Saint-Germain.

### Patrimoine architectural
- Eglise Saint-Germain. Bâtie au XVIIIe siècle et conservant en partie un chœur du XVIe siècle, l'église est restaurée en remaniée en 1849[9].
- Ancien moulin d'Herlaimont. Ancienne dépendance de prieuré du même nom et situé au nord-est de celui-ci, bâtiment du XVIIIe siècle actuellement converti en habitations. Logis daté de 1783 à la clé de porte[10].
- Chapelle Notre-Dame de Lourdes. De style néo-roman édifice construit en 1908 selon l'architecte F. Boury[11].
- Ferme d'Herlaimont. Dépendant du prieuré du même nom, construit principalement aux XVIIIe et XIXe siècles, fortement dénaturé par deux hangars récents remplacement deux ailes anciennes[11].
- Prieuré d'Herlaimont. Fondé grâce à une donation des seigneurs de Trazegnies au XIIe siècle, l'ancien prieuré norbertin dépendant de l'abbaye de Floreffe fut détruit à la fin du XVIe siècle et reconstruit en 1776 sur les plans de Dewez. Vendu en 1798 et réaffectée vers le milieu du XIXe siècle puis tomba progressivement en ruine[12].

### Culture
- Centre culturel[13].
- Salle des fêtes.
- Bibliothèques[14].
- Multiples associations[15].
- Chorale[15].
- Troupe théâtrale[15].
- Salles privées pour arts martiaux et affinitaires[15].

#### Folklore
Le Carnaval de Laetare : en 25 ans, le carnaval de Chapelle s'est forgé une réputation dépassant largement les frontières de la région. Chaque année, ces festivités carnavalesques attirent plusieurs dizaines de milliers de personnes qui aiment venir se plonger dans son ambiance particulière, ce qui en fait, d'après les autorités communales, le deuxième carnaval le plus populaire du Hainaut, après Binche. Il est l'un des seuls à inviter des sociétés étrangères et son célèbre feu d'artifice (Prestige des Tchats), tiré par les Maîtres Artificiers Van Cleemput (artificiers du Roi), attire plusieurs dizaines de milliers de personnes venant des quatre coins de la Belgique mais aussi de l'étranger. Les premiers géants : Inconnus avant 1940 dans nos carnavals[Lesquels ?], les géants éclosent après 1950; ce sont d'abord cinq petits qui se présentent en 1951 et puis 16 en 1953. En 1958, deux géants, Djan d'l'Abî et Fine du P'tit Gowy, représentatifs d'une population essentiellement ouvrière, sont créés. Au fil des ans, la structure des géants s'est fragilisée et a fini par se casser. Les nouveaux géants : L'idée de créer de nouveaux êtres mythiques à Chapelle provient avant tout d'une rencontre avec Xavier Pourbaix.
Après avoir mis en place l'Ordre des Tchats, le Collège des Bourgmestre et Echevins approuva le projet de mise en valeur du patrimoine et des traditions et c'est ainsi que débuta la mission de Xavier Pourbaix.
Il a ainsi donné vie à Batisse du Sec Pachy et à Philomène du Bos des Més.
Leur mariage fut célébré à la Laetare de l'an 1997. Amoureux des Tchats, les géants ont reçu l'édilité communale du Grand Conseil de l'Ordre des Tchats solennellement invité pour la circonstance. Lors de cette cérémonie, leur animal fétiche, le gros Poupous est venu ronronner de bonheur.
Ils prirent la tête du cortège sous la direction de Pierre Champenois en étant accompagnés par une fanfare hollandaise.

#### Festival
Chapelle Festival : le Chapelle Festival, organisé par l'asbl Solidarité, créée dans la foulée de la révolution[non neutre] roumaine afin de venir en aide à la population roumaine (et qui a aujourd'hui "diversifié" ses activités dans tout ce qui a trait à l'entraide aux populations en difficultés (exemple: tremblement de terre en Turquie, en Iran, etc.), a lieu chaque année aux alentours du 15 août. Lors des deux premières éditions, sous l'égide de Monsieur Robert Deligne, il était nommé Chapelle Celtic Festival, mais il a ensuite été renommé Chapelle Festival. Pour la première fois en 2006, il durera deux jours et drainera plusieurs milliers de festivaliers, appréciant la qualité de son organisation et son caractère familial et convivial (dès le matin, le public peut profiter des activités de loisirs et détentes du Domaine de Claire Fontaine et des différentes animations organisées à cette occasion (marché artisanal, fanfares, théâtre de rue, etc.).
Historique du Festival :
- 2003: Perry Rose, Urban Trad, Cré Tonnerre, Tri Yann (6 000 personnes) ;
- 2004: Carlos Nuñez, Alka Celtes Airs, Merzhin, Dan Ar Braz (officieusement 3 000 personnes) ;
- 2005: Bernard Lavilliers, Jimmy Cliff, Sinsemilia, Urban Trad, Renzo Gotto, Gang of Love (nombre de personnes non communiqué, mais record dépassé) ;
- 2006 : 
  - Jour 1 : Les Gauff' (ex-Gauff' au Suc'), Kraj, Melchior, Gang of Love, R. Calvin ;
  - Jour 2 : Michel Fugain, La Grande Sophie, Eté 67, Aldo Granato, Cré Tonnerre et leurs invités.

#### Chapelle, cité desTchats
Connue comme « cité des Tchats », Chapelle-lez-Herlaimont se réclame d'une forte référence identitaire héritée de son passé de terre franche tour à tour revendiquée et partagée entre le duché de Brabant et le comté de Hainaut. Ce statut « d'entre deux » s'est maintenu jusqu'à nos jours puisque l'entité se trouve à la fois dans la zone d'influence du pays de Charleroi et la région du Centre. Cette situation se répercute d'ailleurs très concrètement dans la vie quotidienne: partage du réseau TEC, de la zone téléphonique, du territoire des intercommunales.
Cette situation particulière présente donc à la fois des avantages et des inconvénients, mais elle ne semble en tous cas pas avoir altéré l'identité locale, bien au contraire, puisque d'aucun prétendent qu'elle a favorisé l'éclosion d'un certain esprit frondeur et indépendant. Quoi qu'il en soit, à l'origine, le terme Tcha est l'abréviation de Tchaploû, habitant de èl Tchapèl, traduction de Chapelle en wallon local. Le surnom de Tcha a été  transformé en Tchat (« chat » en wallon local) par la volonté de l'ancien député-bourgmestre, Patrick Moriau, d'associer ce petit félin réputé pour son indépendance, à l'image et à la symbolique de la localité. Très concrètement, cette nouvelle forme identitaire se traduit dans la désignation de l'espace puisque le site de l'ancien terril n°7, en voie de réaffectation, a été rebaptisé « zoning de la Valériane », du nom de cette herbe très prisée des chats.

## Enseignement
- 4 écoles communales sur 11 sites (dont l'Athénée Warocqué).
- 1 école libre sur 3 sites.
- 1 école provinciale sur 1 site[16].

## Économie
- « La Valériane » (ensemble de PME),
- « Le Chêne au bois » (complexe commercial).

### Santé/sécurité/social
CPAS, asbl Symbiose, police, crèche, services sociaux, polyclinique, maisons de repos, ONE, Maison de la Solidarité, Comité Solidarité, Proxemia.

### Emploi
- Maison de l'emploi.
- Agence locale pour l'emploi.
- Agence de développement local.

### Tourisme
- Centre de délassement de Claire Fontaine (Godarville).
- Le terril n°7 des charbonnages de Mariemont-Bascoup: On y planta, au début des années 1970, un authentique vignoble exploité jusqu'en 2014 par la société Tervigne. Poussant dans le schiste de résidus de charbon. Ce vignoble était situé rue de l'abbaye, entre Chapelle et Piéton; On y cultivait un vin labellisé « château de Trazegnies ». Aujourd'hui cependant, le site est gravement menacé de disparition après sa vente en 2016.

## Sport et vie associative

### Sport

#### Infrastructures
- Halls omnisports[17].
- Terrains de foot[17].
- Piscine[17].
- Mini-stade[17].

## Personnalités
- Georges Wasterlain : dessinateur, peintre et sculpteur.